# Petra Bopp
Petra Bopp (* 1943 in Stuttgart) ist eine deutsche Kunsthistorikerin.

## Leben
Sie studierte Kunstgeschichte, Archäologie und Ethnologie in Hamburg. Von 1977 bis 1980 forschte sie in Paris mit DAAD-Stipendium und Graduiertendarlehen. Nach der Promotion in Kunstgeschichte in Hamburg 1990 über Die ästhetische Kolonisierung des Orients war sie von 1990 bis 1993 wissenschaftliche Mitarbeiterin in der Kulturbehörde der Freien und Hansestadt Hamburg, Referat Bildende Kunst. Lehraufträge hatte sie von 1993 bis 1995 und 2003 am Kunstgeschichtlichen Seminar der Universität Hamburg. Von 1995 bis 2001 war sie Koordinatorin der Ausstellung Vernichtungskrieg. Verbrechen der Wehrmacht 1941 bis 1944 beim Hamburger Institut für Sozialforschung und dem Verein zur Förderung der Ausstellung Vernichtungskrieg e.V. in Hamburg. Von 2002 bis 2004 war sie freie Kunsthistorikerin und Kuratorin. Von 2004 bis 2006 war sie wissenschaftliche Mitarbeiterin im DFG-Forschungsprojekt Fremde im Visier. Privatfotografie der Wehrmachtssoldaten im Zweiten Weltkrieg bei Detlef Hoffmann an der Universität Oldenburg. Von April 2006 bis Dezember 2008 führte sie das Projekt fort bei Norbert Frei an der Universität Jena am Jena Center Geschichte des 20. Jahrhunderts mit Mitteln der Hamburger Stiftung zur Förderung von Wissenschaft und Kultur. Seit 2009 ist sie Kuratorin der Wanderausstellung Fremde im Visier. Fotoalben aus dem Zweiten Weltkrieg. Von 2013 bis 2014 war sie Fellow bei der Kolleg-Forschergruppe BildEvidenz. Geschichte und Ästhetik am Kunsthistorischen Institut der FU Berlin. 
Ihre Forschungsschwerpunkte sind Fotografie und Kunst im Nationalsozialismus, Kriegsfotografie im 20. Jahrhundert und Orientalismus in der Fotografie sowie bildender Kunst des 19./20. Jahrhunderts.

## Schriften (Auswahl)
- Fern-gesehen. Französische Bildexpeditionen in den Orient 1865–1893. Jonas-Verlag, Marburg 1995, ISBN 3-89445-158-0 (zugleich Dissertation, Hamburg 1990).
- als Übersetzerin: Thomas Rowlandson. Grazie, Galanterie, Groteske – englische Bildsatire zwischen Rokoko und Romantik. Katalog anläßlich der Ausstellung "Thomas Rowlandson. Grazie, Galanterie, Groteske – Englische Bildsatire zwischen Rokoko und Romantik" vom 19. Mai bis 29. Juli 2001 im Wilhelm-Busch-Museum Hannover/Deutsches Museum für Karikatur und Kritische Grafik Georgengarten. Mit einem Essay von Karl Janke. Wilhelm-Busch-Museum, Hannover 2001, OCLC 48111922.
- mit Sandra Starke: Fremde im Visier. Fotoalben aus dem Zweiten Weltkrieg. Beteiligte Museen: Stadtmuseum Oldenburg, 20. Juni 2009 – 13. September 2009. JenaKultur – Stadtmuseum 24. September 2010 – 14. November 2010. Kerber, Bielefeld 2009, ISBN 978-3-86678-312-6.
- Fremde im Visier. Fotoalben aus dem Zweiten Weltkrieg. Begleitend zur Ausstellung Fremde im Visier – Fotoalben aus dem Zweiten Weltkrieg, Stadtmuseum Oldenburg, 19. Juni – 13. September 2009 ... JenaKultur – Stadtmuseum, 23. September – 14. November 2010. Kerber, Bielefeld 2009, ISBN 978-3-86678-294-5.